# Lillian Bassman
Lillian Bassman (Nueva York, 15 de junio de 1917 - Manhattan; 13 de febrero de 2012) fue una fotógrafa y pintora estadounidense, considerada una de las fotógrafas de moda más importantes del siglo XX.

## Biografía
Sus padres eran intelectuales judíos que emigraron a los Estados Unidos en 1905 desde Ucrania (en la zona ocupada por Rusia en aquellos años) y se instalaron en Nueva York. Creció entre Brooklyn y Greenwich Village. Estudió en la Textile High School y el City College de Manhattan y en 1940 en la New School for Social Research con el fotógrafo ruso, Alekséi Brodóvich.
Conoció al fotógrafo de Harper's Bazaar  y Vogue, Paul Himmel, en Coney Island cuando tenía seis años de edad, mientras su madre trabajaba como camarera para la familia. Volvieron a encontrarse cuando Bassman tenía 13 años y empezaron a vivir juntos cuando ella tenía 15 años de edad. Se casaron en 1935 y mantuvieron su matrimonio durante 73 años hasta que Himmel murió en 2009.
Bassman y Himmel tuvieron dos hijos, Lizzie (fotógrafa) y Eric (editor literario). Bassman murió el 13 de febrero de 2012 con 94 años de edad.

## Trayectoria profesional
En sus primeros años, estudió pintura y se desempeñó como ilustradora de moda y diseñadora textil, mientras trabajaba como modelo en la Liga de estudiantes de arte de Nueva York. En 1941, Bassman empezó a trabajar como asistente de Brodovitch y después con Betty Godfrey en Elizabeth Arden. Entre 1945 y 1948 trabajó como codirectora artística para la revista Junior Bazaar, junto a Brodovitch, publicando sus primeras fotos en 1948. Después se desempeñó como fotógrafa para Harper's Bazaar y empezó a fotografiar sus modelos principalmente en blanco y negro. La mayor parte de su trabajo se publicó en Harper's Bazaar entre 1950 y 1965, donde contrató a los fotógrafos Richard Avedon, Robert Frank y Arnold Newman, desconocidos hasta entonces. Su amigo, Avedon, le prestó su estudio y le dejó a uno de sus asistentes, mientras se encontraba en París y en 1951 abrió un estudio fotográfico con Himmel, dedicándose a partir de 1962 a la fotografía publicitaria. La obra de Bassman sirvió de inspiración para el diseñador de moda británico John Galiano de la casa Christian Dior.
En 1971 el interés por las formas puras en la fotografía de moda de Bassman fue considerado como fuera de moda, entonces abandonó esta temática e inició nuevos proyectos dedicados a boxeadores, el circo y el ballet, desechando así todo su trabajo de cuarenta años en la industria de la moda. Veinte años después, la pintora Helen Frankenthaler, que había alquilado parte de su casa de Manhattan, descubrió una bolsa con cientos de fotografías, negativos y copias, que entregó a Bassman. Pero no fue hasta 1991, cuando el historiador de fotografía y su comisario artístico, Martin Harrison, impulsó a Bassman a regresar a su faceta fotográfica, luego de ver la calidad del trabajo que había desechado; a partir de este momento volvió a ser reconocida en los años noventa.
Entre 1985 y 1995 dio clases en la Parsons The New School of Design. En 1996 viajó a Paris para fotografiar colecciones de alta costura para el New York Times Magazine, y en 2004 trabajó para Vogue. En 2009 se realizó una exposición retrospectiva en el Deichtorhallen de Hamburgo junto a obras de Himmel, una de las tantas muestras que se exhibieron en Europa y Estados Unidos, durante esta última etapa.
Al final de su vida trabajó con fotografía digital y fotografía abstracta en color para crear nuevas series de trabajo. Utilizó Photoshop para la manipulación de sus imágenes.
Las características más notables de su trabajo fotográfico son el empleo de contrastes altos entre luces y sombras manipuladas en el cuarto oscuro, la existencia de grano en sus fotografías y el empleo encuadres geométricos que estilizan y embellecen la figura femenina. Además de lograr que con su obra en blanco y negro se consolidara el estereotipo de la mujer elegante, discreta y sofisticada. Además, fue una de las primeras fotógrafas en pintar directamente sobre la copia.

## Obra

### Libros
- 2012. Lillian Bassman: Lingerie. Abrams. ISBN 978-1-4197-0215-0.[11]
- 2015. Lillian Barrman: Women. Harry N. Abrams, INC. ISBN 978-0-8109-8260-4.[12]

### Exposiciones
- 1974: Galería Staempfli, Nueva York.
- 1993: Galería Howard Greenberg, Nueva York.
- 1993: Vanité, Palais de Tokyo.
- 1994: Galería de Arte Jackson Multa , Atlanta, Georgia.
- 1994: Homenaje a Lillian Bassman, Caroussel du Louvre, París.
- 1997: Instituto de Moda de Tecnología, Nueva York.
- 1997: Galería Peter Fetterman, Los Ángeles.
- 1999: Les dames de Bazar, Encuentros de Arlés, Arlés.
- 2002: Jardín del Prado, Madrid.[3]
- 2003: Galerie f 5,6 en Múnich, Alemania.
- 2004: Stanley Wise Gallery, Nueva York.[8]
- 2005: Galería Farmani, Los Ángeles.
- 2005: Un tacto de misterio - Triennale der Photographie Hamburgo 2005, Photography Monika Mohr Galerie, Hamburgo.
- 2006: Selektion # 1 - Arbeiten en Schwarz/Weiß, Galerie f 5,6, Múnich.
- 2006: Retrospectiva: Mujeres, Galería Peter Fetterman, Santa Mónica.[2]
- 2010: Retrospectiva, The Wapping Proyect, Londres, Reino Unido.
- 2014: Pinceladas de Lillian Bassman, Fundación Loewe, Madrid.[13]
- 2016: Edwynn Houk Gallery, Nueva York.[14][15]

## Premios y reconocimientos
La revista Vanity Fair, consideró a Bassman una de las grandes maestras de la fotografía. En 1999 obtuvo reconocimiento en el festival anual de fotografía francés, Encuentros de Arlés, y en 2004 fue galardonada con el Premio Lucie por sus logros sobresalientes en la fotografía de moda.

## Galería

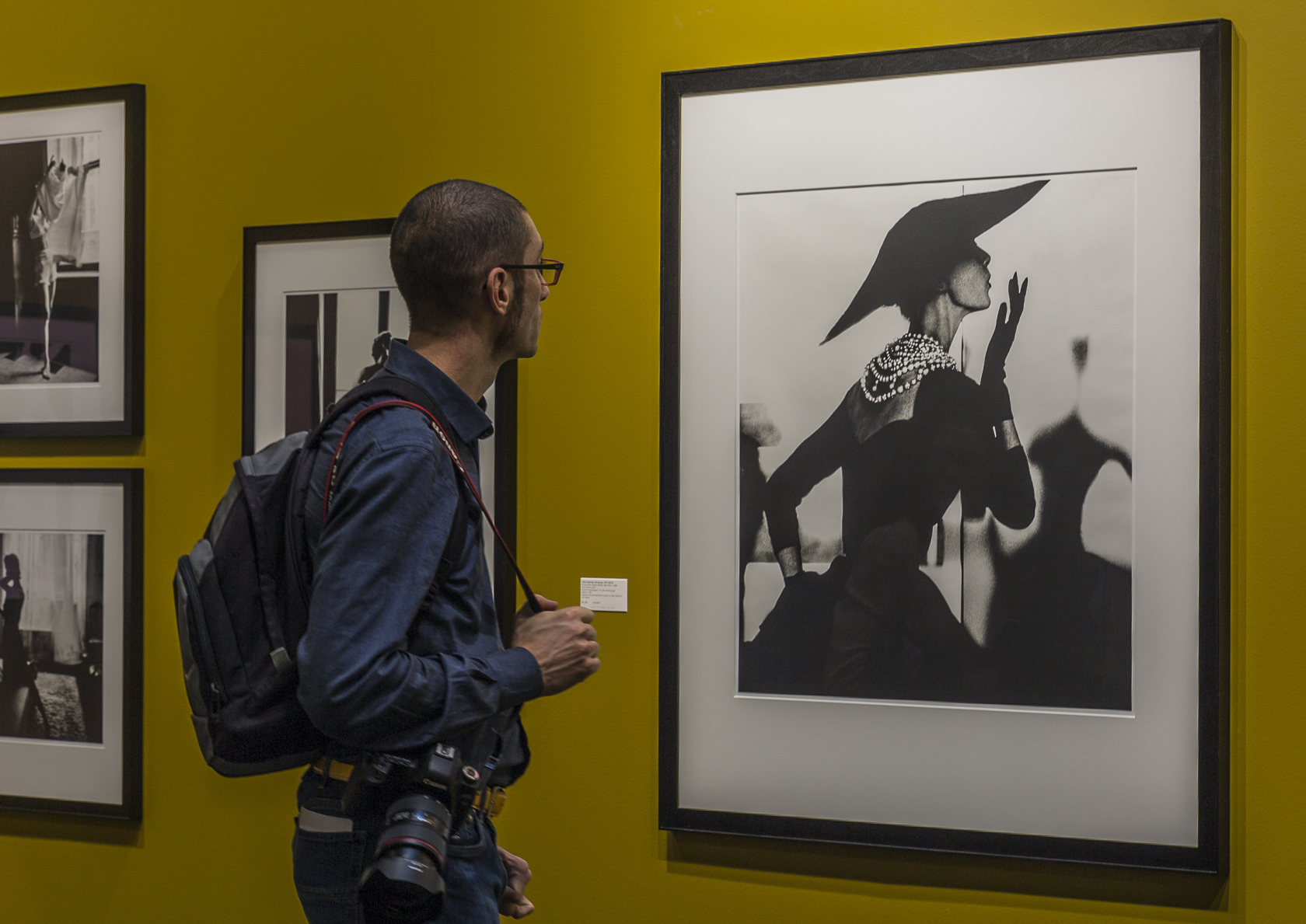